# 国際東北
国際東北株式会社（こくさいとうほく）は、岩手県盛岡市に本社を置く企業である。
国際興業グループに属していた東北地方のバス事業者、岩手県交通・秋北バス・十和田観光電鉄の3社で「国際東北グループ」を形成する。本社は岩手県交通の本社所在地（岩手県盛岡市盛岡駅前通3番55号）に置かれている。

## 沿革
- 2013年（平成25年）
  - 7月 - 国際興業株式会社が会社分割を行い「国際興業東北株式会社」を設立。
  - 11月 - 親会社の国際興業が全株式を本田一彦に譲渡。商号を「国際東北株式会社」に変更。

## 関連会社
- 岩手県交通株式会社[3]
  - 岩手県交通整備株式会社
  - 岩手県交通サービス株式会社
- 秋北バス株式会社[3]
  - 秋北観光株式会社
  - 秋北タクシー株式会社
  - 秋北航空サービス株式会社
- 十和田観光電鉄株式会社[3]
  - 株式会社十和田電鉄観光社